# Tatjana Paller
Tatjana Paller (* 7. September 1995 in Starnberg) ist eine deutsche Skibergsteigerin und Radrennfahrerin.
Sie ist Sportsoldatin in der Sportfördergruppe der Bundeswehr München und studiert Sport und Wirtschaft auf Lehramt. Nachdem Skibergsteigen 2026 erstmals olympisch wird, ist sie im deutschen Olympiakader für die Olympischen Winterspiele 2026 in Mailand und Cortina d’Ampezzo.

## Sportliche Laufbahn

### Radsport
2012 wurde Tatjana Paller jeweils Zweite der deutschen Junioren-Meisterschaft im Punktefahren sowie in der Mannschaftsverfolgung auf der Bahn. Im Sprint belegte sie Platz drei und im Teamsprint und im 500-Meter-Zeitfahren  jeweils Platz vier.
2013 startete Paller, die bei der nationalen Straßenmeisterschaft der Juniorinnen Dritte geworden war, im Straßenrennen der Juniorinnen bei den Weltmeisterschaften in Florenz und belegte Rang 26. In dieser Disziplin wurde sie gemeinsam mit Gudrun Stock, Luisa Kattinger und Anna Knauer 2013 deutsche Junioren-Meisterin.
2013 startete Paller erstmals in der internationalen Elite und gewann gemeinsam mit Mieke Kröger, Stephanie Pohl und Gudrun Stock die Mannschaftsverfolgung beim Lauf des Bahnrad-Weltcups in Aguascalientes. Im Februar 2014 wurde sie als Ersatzfahrerin für die Bahnradsport-Weltmeisterschaften 2014 in Cali nominiert. 2016 errang sie bei den U23-Europameisterschaften die Bronzemedaille im Punktefahren.
Bei den Europameisterschaften im Jahr darauf wurde Tatjana Paller U23-Europameisterin im Punktefahren; gemeinsam mit Franziska Brauße, Gudrun Stock und Laura Süßemilch belegte sie in der Mannschaftsverfolgung Platz drei.

### Skibergsteigen
Seit 2020 ist Tatjana Paller als Skibergsteigerin aktiv. Im Dezember 2020 gab sie ihr Weltcup-Debüt in dieser Sportart. Im 2022 wurde sie in Schladming deutsche Meisterin in allen drei Disziplinen (Sprint, Vertikal, Individual). 2023 wiederholte sie die Deutsche Meisterschaft im Sprint. Bei der Europameisterschaft Sprint (Vall de Boí) 2022 erreichte sie Platz 4, im Weltcup 2022/23 wurde sie im Sprint 6.

## Erfolge

### Radsport
2013
- Bahnrad-Weltcup in Aguascalientes – Mannschaftsverfolgung (mit Mieke Kröger, Stephanie Pohl und Gudrun Stock)
- Deutsche Meisterin – Mannschaftsverfolgung (mit Luisa Kattinger, Anna Knauer und Gudrun Stock)

2014
- Deutsche Meisterin – Mannschaftsverfolgung (mit Luisa Kattinger, Sabina Ossyra und Gudrun Stock)

2016
- Deutsche Meisterin – Mannschaftsverfolgung (mit Sofie Mangertseder, Katja Breitenfellner und Laura Süßemilch)
- Europameisterschaft (U23) – Punktefahren

2017
- Europameisterin (U23) – Punktefahren
- Europameisterschaft (U23) – Mannschaftsverfolgung (mit Franziska Brauße, Gudrun Stock und Laura Süßemilch)
- Deutsche Meisterin – Punktefahren, Mannschaftsverfolgung (mit Lisa Küllmer, Christina Koep und Gudrun Stock)

### Skibergsteigen
2022
- Deutsche Meisterin in allen drei Disziplinen Sprint, Vertikal, Individual

2023
- Deutsche Meisterin im Sprint

### Berglauf
2024
- 1. beim Lauf auf die Bergiselschanze, Innsbruck, September 2024[5]